# هندسة السيارات

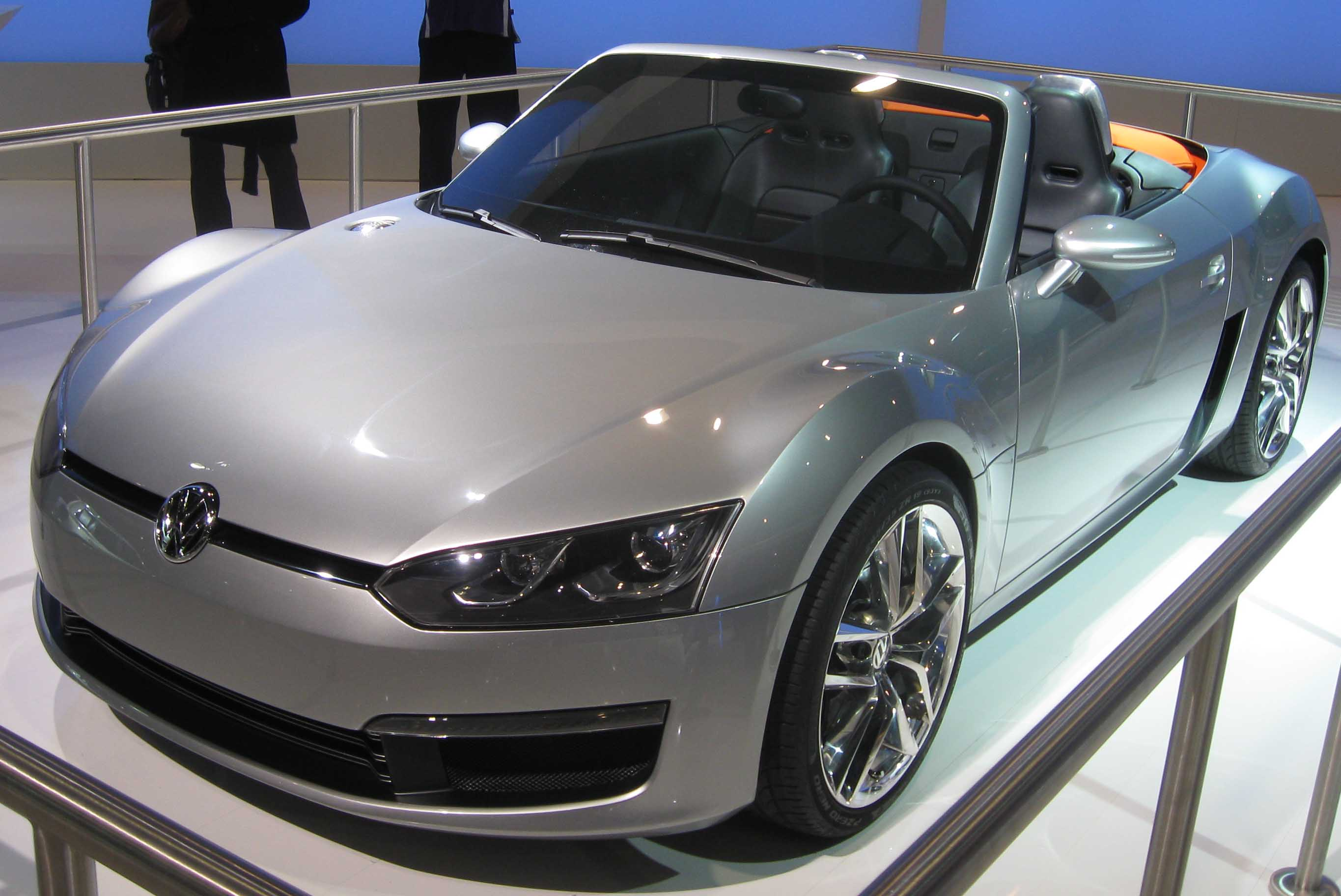

هندسة السيارات الحديثة بالإضافة إلى هندسة الطيران والفضاء الجوي والهندسة المعمارية البحرية هي إحدى فروع هندسة المحركات، ويتصل بها عناصر أخرى مثل الميكانيك، الكهرباء، الإلكترونيات، البرمجيات، الهندسة الوقائية والتصميم. في السيارات الحديثة يتم استخدام وتوظيف العديد من الأنظمة الألكترونية ضمن خدمات المركبة.

## التخصصات

### هندسة التصميم
هي الهندسة التي تهتم وتركز على كيفية تصميم هيكل المركبة من الخارج للحصول على اقل قدر ممكن من الاحتكاك مع الطريق والهواء وتقليل كمية الوقود المستهلكة.

### هندسة الوقاية
هي هندسة تهتم بدراسة الحوادث وتقليل اثرها على السائق وإضافة امور تزيد من السلامة العامة مثل، حزام الأمان، وسادة الهواء.

### توفير استهلاك الوقود
هي دراسة وبحوث ما بين قدرت المركبة والوقود المستهلك والتلوث للوصول إلى أقل استهلاك وقود عند أعلى قدرة واقل تلوث.

### هندسة الضجيج والإهتزازات
عبارة عن الاتزان على الطرق الصعبة وتوازن على الطريق بسرعة عالية
.
لمركبة وتكون بحسب نوع السيارة .. بعضها رياضية تحتاج محرك قوي .. وبعضها عائلية تحتاج محرك موفر للوقود .. قوة تحمل الاوزان وتناسبها مع السرعة